# NGC 4423
NGC 4423 é uma galáxia espiral (Sd) localizada na direcção da constelação de Virgo. Possui uma declinação de +05° 52' 49" e uma ascensão recta de 12 horas, 27 minutos e 09,1 segundos.
A galáxia NGC 4423 foi descoberta em 13 de Abril de 1784 por William Herschel.